# 800 mètres masculin aux Jeux olympiques d'été de 1968 (athlétisme)
Navigation
Tokyo 1964 Munich 1972
L'épreuve du 800 mètres masculin aux Jeux olympiques de 1968 s'est déroulée les 13 et 15 octobre 1968 au Stade olympique universitaire de Mexico, au Mexique.  Elle est remportée par l'Australien Ralph Doubell qui établit un nouveau record du monde en 1 min 44 s 3.

## Résultats

### Finale
| Rang               | Athlète          | Pays                 | Temps        | Notes |
| ------------------ | ---------------- | -------------------- | ------------ | ----- |
| Médaille d'or      | Ralph Doubell    | Australie            | 1 min 44 s 3 | WR    |
| Médaille d'argent  | Wilson Kiprugut  | Kenya                | 1 min 44 s 5 |       |
| Médaille de bronze | Tom Farrell      | États-Unis           | 1 min 45 s 4 |       |
| 4                  | Walter Adams     | Allemagne de l'Ouest | 1 min 45 s 8 |       |
| 5                  | Jozef Plachý     | Tchécoslovaquie      | 1 min 45 s 9 |       |
| 6                  | Dieter Fromm     | Allemagne de l'Est   | 1 min 46 s 2 |       |
| 7                  | Thomas Saisi     | Kenya                | 1 min 47 s 5 |       |
| 8                  | Benedict Cayenne | Trinité-et-Tobago    | 1 min 54 s 3 |       |

## Légende
Records et Performances
- AR : Record continental (area record)
- CR : Record des championnats (championship record)
- MR : Record du meeting (meet record)
- NR : Record national (national record)
- OR : Record olympique (olympic record)
- PR : Record paralympique (paralympic record)
- PB : Record personnel (personal best)
- SB : Meilleure performance personnelle de la saison (season's best)
- WL : Meilleure performance mondiale de l'année (world leader)
- WJR : Record du monde junior (world junior record)
- WR : Record du monde (world record)

Circonstances et Conditions
- DNF : N'a pas terminé (did not finish)
- DNS : N'a pas pris le départ (did not start)
- DQ : Disqualification (disqualification)
- NM : Aucun essai valable enregistré (No Mark)
- Q : Qualifié « directement » au prochain tour (ou à la prochaine compétition), lors d'une compétition majeure, grâce au classement ou à la réalisation des minima (automatic qualifier)
- q : Qualifié au prochain tour (ou à la prochaine compétition), lors d'une compétition majeure, grâce au repêchage ou à la réalisation de l'une des meilleures performances parmi celles des « non qualifiés directement » (grâce au meilleur temps ou à la meilleure distance par exemple) (secondary qualifier)